# José Júlio da Rocha Abreu
José Júlio da Rocha Abreu ComNSC (Angra do Heroísmo, 13 de Janeiro de 1857 — Lisboa, 7 de Dezembro de 1938) foi um grande comerciante, filantropo e político açoriano que se destacou nos campos da benemerência e do associativismo comercial. Foi irmão do médico e político Eduardo Abreu.

## Biografia
Nasceu em Angra do Heroísmo, filho  de Bento José de Matos Abreu, conhecido comerciante da praça de Angra, e de Rosa Amélia da Rocha Matos. Cedo ingressou na actividade comercial, passando a ssociado de seu pai em 1875, ainda sem ter completado 18 anos, na firma Bento José de Matos Abreu & Filho. Após o falecimento do pai, herdou a firma, que passou a gerir sob o seu próprio nome (fundando uma empresa que manteve actividade comercial até 1993).
Foi um negociante inteligente e laborioso, gozou de geral estima e consideração, sempre pronto a acudir ao infortúnio. Abriu, estando em Lisboa, conjuntamente com o seu pai Bento José de Matos Abreu, uma subscrição a favor das vítimas das inundações que ocorreram na ilha Terceira na noite de 22 para 23 de Julho de 1891, em particular no lugar do Salto, em São Bento, na parte leste da cidade de Angra do Heroísmo. Espírito generoso e altruísta, esteve ligado aos mais significativos movimentos de assistência pública em Angra, financiando as casas de caridade e asilos da cidade.
Nesta ocasião, e por seu alvitre, fundou o ex-governador civil, o conselheiro José Inácio de Almeida Monjardino, o Cofre de Caridade, aproveitando os donativos angariados. Entre os benfeitores que contribuíram para aquele fundo esteve a rainha D. Amélia. Abriu, também como presidente da Associação Comercial de Angra do Heroísmo, uma subscrição a favor dos necessitados de Cabo Verde. Foi director da Caixa Económica Angrense, juiz substituto e vice-cônsul do Uruguai. Foi membro da Junta Geral do Distrito Autónomo de Angra do Heroísmo.
Dirigiu a Caixa Económica Angrense entre 1892 e 1913 (mais de 21 anos), tendo sido o seu principal esteio. Por sua iniciativa, em 1929 a Caixa Económica aprovou a concessão de 100 contos para a construção do primeiro bairro social construído na Terceira, sendo em 1930 declarado sócio benemérito da instituição, onde foi descerrado um seu retrato da autoria de Martinho da Fonseca.
Foi também vereador da Câmara Municipal de Angra do Heroísmo e presidente da Junta Geral do Distrito Autónomo de Angra do Heroísmo. Em 1901, por ocasião da visita régia aos Açores, o rei D. Carlos condecorou-o com o grau de comendador da Ordem de Nossa Senhora da Conceição de Vila Viçosa por decreto de 19 de Julho de 1901. Contudo, recusou a condecoração e o título de visconde de Moledo (designação de uma sua grande propriedade agrícola nos Biscoitos).
Foi pai de Eduardo Pereira Abreu (1881 — 1944), casado com Maria Cecília de Simas e Stuart de Mesquita Pimentel.